# Río Lamasón
El río Lamasón o río Tanea es un curso fluvial de Cantabria (España) perteneciente a la cuenca hidrográfica del Nansa, al cual afluye. 

## Curso
Nace en la ladera noreste de Peña Sagra y tiene una longitud de 17 kilómetros, con una pendiente media de 6,6º. Forma la subcuenca hidrográfica del Lamasón, de 81,8 km². Buena parte de su curso transcurre encajonado entre montañas, debido a su cercanía con los Picos de Europa.
El río Tanea es a veces tratado como un río diferente, considerándose que se une al Lamasón en Quintanilla y, por tanto, que es un afluente de este.
Tiene un afluente: el río Latarmá. Existe un coto de pesca de trucha en sus inmediaciones que lleva el nombre de Lamasón.